# Cseh Nemzeti Gárda
A cseh Nemzeti Gárda a becslések szerint ötezer tagot is számláló csehországi Nemzeti Párt (NS) félkatonai szervezete, parancsnoka, Michal Kubík a párt szűkebb vezetésének tagja. A tagtoborzást 2007 októberében kezdték meg, első egysége esküjét 2008. október 28-án, Csehszlovákia megalakulásának 90. évfordulóján tenné le. Létrejöttüket három okkal magyarázták:
1. a rendőrség nem tud hatásosan fellépni a bűnözéssel szemben
2. a kormány felszámolta a katonai mentőegységeket
3. a lakosság többsége fél a kisebbségektől és a bevándorlóktól.

A szervezetet a cseh belügyminiszter és a szlovák államfő is elítélte.